# Дриппинг (живопись)
Дриппинг (англ. Drip painting; другие названия капельная живопись, живопись капанием красками) — форма абстрактной живописи, в которой на полотно капают, брызгают или выливают краску.

## История
Прообразом для капельной техники можно считать рисование на песке племени навахо. Так же подобную техника использовалась в «подмалёвках» мексиканскими художниками-мюралистами. Например Дэвид Сикейрос использовал следы от капель и брызг для составления композиции из множества мексиканских рабочих и героев.
Этот стиль живописи действия был опробован в первой половине XX-века такими художниками, как Фрэнсис Пикабиа, Андре Массон и Макс Эрнст, который, в частности, использовал капельную живопись в своих произведениях «Изумленная планета» и «Молодой человек, заинтригованный полетом не-евклидовой мухи» (1942). Так же Эрнст использовал новые способы рисования фигур Лиссажу, качая проколотое ведро краски над горизонтальным холстом.
Дриппинг, однако, нашёл особое применение в творчестве художников середины XX века: Джанет Собел и Джексона Поллока. Поллок, работая почти исключительно с этой техникой, так же использовал такие нетрадиционные инструменты, как палочки, затвердевшие кисти и даже кулинарные шприцы чтобы создавать большие и энергичные абстрактные работы. Для создания своих картин Поллок использовал различную краску, как художественную, так строительную (Duco, Davoe или Reynolds) — жена Поллока Ли Краснер описала его палитру как «обычно это банка или две из… эмали, разбавленную до необходимой степени, которую он хотел, стоящие рядом с развернутым на полу холстом». Строительная краска была менее вязкой, чем традиционные тюбики с масляной краской, и Поллоку приходилось создавать свои большие композиции на полу, чтобы не допустить растекания краски.
Современные художники, которые использовали капельную живопись:  Андрей Карпенков, Линда Бенглис, Норман Блюм, Дана Кристенсен, Иан Давенпорт, Рональд Дэвис, Родни Грэм, Джон Хойланд, Ронни Лэндфилда, Зейн Льюис, Джоан Митчелл, Рокси Пейн, Ларри Пунс, Пэт Стейра, Андре Томкинс и Зевс .